# آيدوشتشينا
آيدوشتشينا (بالإنجليزية: Ajdovščina)‏ هي مستوطنة تقع في سلوفينيا في بلدية آيدوشتشينا ‏. يقدر عدد سكانها بـ 6,676 نسمة ومساحتها 7.0 كم2 وترتفع عن سطح البحر 106 متر.